# Janet T. Spence
Janet Taylor Spence (* 29. August 1923 in Toledo (Ohio); † 16. März 2015 in Cape Code) war eine US-amerikanische Psychologin, die zu Ängstlichkeit und zu Gender Studien arbeitete.

## Leben und Werk
Als Janet Taylor geboren, begann sie mit einem Abschluss in Psychologie am Oberlin College 1945, darauf ging sie nach Yale, wechselte aber von der klinischen zur forschenden Psychologie nach New York und später zur University of Iowa. Sie traf dort auf ihren späteren Ehemann (1959), bei dem sie promovierte, Kenneth W. Spence (1907–1967). Spence hatte zuvor unter Clark L. Hull in Yale gearbeitet, dem großen Lernpsychologen der Zeit. 1949 erhielt sie den Ph.D. in Psychologie mit einer Arbeit zur Ängstlichkeit, die sie in eine Skala mit 50 Graden (Taylor Manifest Anxiety Scale) einteilte. Charles Spielbergers Skala knüpft daran bis heute an.
An der Northwestern University unterrichtete sie und publizierte 1951 den ersten Artikel „The relationship of anxiety to the conditioned eyelid response“. Sie wurde die erste Assistenz- und ab 1956 Assoziierte Professorin, die nur als kleines Experiment berufen worden war. In Iowa arbeitete sie nunmehr verheiratet am Veterans Hospital in Iowa City und befasste sich mit der Schizophrenie. 1964 zog das Ehepaar nach Austin an die University of Texas. Sie konnte dort als Frau nicht arbeiten und ging an eine Schule für geistig Behinderte. Schließlich bekam sie an der University of Texas einen Lehrstuhl in Pädagogischer Psychologie. In späteren Forschungen befasste sie sich mit Genderattributen. So entwickelte sie Fragebögen zur Messung (Attitudes toward Women Scale und Personal Attributes Questionnaire). Das mit Robert Helmreich verfasste Buch (1978) stellte die Genderforschung in der Psychologie auf eine empirische Basis. Ihre Arbeiten werden dem Neobehaviourismus zugerechnet.
Nach dem Tod des Ehemanns 1967 wurde sie 1970 in den Vorstand für Wissenschaft der American Psychological Association (APA) gewählt, Präsidentin der APA wurde sie 1984/85. Im Jahr 1984 wurde sie zum Mitglied der American Academy of Arts and Sciences gewählt, 1989 zur Gründungspräsidentin der Association for Psychological Science, die nur Forscher (keine klinischen Psychologen) aufnahm. Zeitweise gab sie die Zeitschrift Contemporary Psychology heraus. Sie erhielt drei Ehrendoktorate, u. a. von der Ohio State University und der University of Toledo. 1997 trat sie in den Ruhestand.

## Schriften (Auswahl)
- (1988). Janet Taylor Spence. In A. N. O’Connell, & N. F. Russo (Eds.): Models of achievement: Reflections of eminent women in psychology (Vol. 2). (pp. 191–203). Hillsdale, NJ: Lawrence Erlbaum Associates.
- (1999). Thirty years of gender research: a personal chronicle. In W. B. Swann, Jr., J. H. Langlois, & L. A. Gilbert (Eds.): Sexism and stereotypes in modern society: The gender science of Janet Taylor Spence. (pp. 35–42). Washington, DC: American Psychological Association.
- Spence, J. T., & Helmreich, R. (1978): Masculinity & Femininity. Their Psychological Dimensions, Correlates, and Antecedents, ISBN 978-0-292-76443-9
- Spence, J. T., & Helmreich, R. (1972). Who likes competent women? Competence, sex-role congruence of interest, and subjects' attitudes toward women as determinants of interpersonal attraction. Journal of Applied Social Psychology, 2, 197–213.
- Spence, J. T., Helmreich, R. L., & Stapp, J. (1973). The Personal Attributes Questionnaire: A Measure of sex-role stereotypes and masculinity-femininity. JSAS Catalog of Selected Documents in Psychology, 4, 43–44 (Ms. 617).

## Einzelbelege
1. ↑  Kay Deaux: Janet Taylor Spence (1923–2015). In: American Psychologist. Band 71, Nr. 1, 2016, ISSN 1935-990X, S. 73–74, doi:10.1037/a0039859 (apa.org [abgerufen am 16. August 2021]).
2. ↑  Gold medal award for life achievement in the science of psychology (2004). American Psychologist, 59, 361–363.
3. 1 2  Swann, W. B., Langlois, J. H., & Gilbert, L. A. (1998). Sexism and stereotypes in modern society: The gender science of Janet Taylor Spence. Washington, D.C. American Psychological Association.
4. 1 2  Janet Taylor Spence, PhD. Abgerufen am 16. August 2021.
5. ↑  Book of Members 1780–present, Chapter S. (PDF; 1,5 MB) In: amacad.org. American Academy of Arts and Sciences, abgerufen am 16. August 2021 (englisch).

| Personendaten    | Personendaten                                     |
| ---------------- | ------------------------------------------------- |
| NAME             | Spence, Janet T.                                  |
| ALTERNATIVNAMEN  | Spence, Janet Taylor Allison (vollständiger Name) |
| KURZBESCHREIBUNG | US-amerikanische Psychologin                      |
| GEBURTSDATUM     | 29. August 1923                                   |
| GEBURTSORT       | Toledo (Ohio)                                     |
| STERBEDATUM      | 16. März 2015                                     |
| STERBEORT        | Cape Cod                                          |